# Edredo d'Inghilterra
Edredo (in inglese antico: Eadred; Regno del Wessex, 923 – Frome, 23 novembre 955) è stato re degli Inglesi.
Figlio di re Edoardo il Vecchio e della sua terza moglie Edgiva del Kent, Edredo succedette al fratello, Edmondo, e venne incoronato il 16 agosto 946 dall'arcivescovo di Canterbury. Come i suoi due fratelli maggiori, ottenne dei successi militari sui Vichinghi e la sua conquista definitiva della Northumbria pose fine all'indipendenza dei potentati danesi in Inghilterra.

## Gli inizi e l'ascesa al trono
Edredo era figlio di Edoardo il Vecchio e della sua terza moglie Edgiva del Kent.
Succedette al fratello Edmondo, pugnalato a morte a Pucklechurch (Gloucestershire) il 26 maggio 946.
Lo stesso anno fu consacrato dall'arcivescovo di Canterbury Oda a Kingston upon Thames, dove pare che abbia ricevuto atti di sottomissione da parte di signori gallesi e conti del Nord.

## Difficoltà in Northumbria
La Cronaca anglosassone registra a proposito del 946 che Edredo "ridusse tutte le terre di Northumbria sotto il suo controllo; e gli Scoti giurarono che avrebbero fatto tutto quanto egli avrebbe voluto." Tuttavia, Edredo dovette presto affrontare numerose sfide all'egemonia degli Sassoni Occidentali nel Nord. Sfortunatamente, emergono notevoli difficoltà riguardo alla cronologia degli eventi descritti nelle fonti storiche, ma è chiaro che vi furono due principi scandinavi che si proclamarono sovrani di Northumbria. Óláf Sihtricson, anche noto come Amlaíb Cuarán ('Sandalo'), era stato re di Northumbria nei primi anni quaranta del X secolo quando divenne figlioccio di Edmondo e re cliente, solo per essere successivamente cacciato.
Succedette quindi a suo cugino come Re di Dublino, ma, dopo essere stato pesantemente sconfitto in battaglia nel 947,
fu nuovamente costretto a cercare fortuna altrove. Poco dopo, Olaf era nuovamente in gioco, essendosi ripreso il Regno di York.
Che cosa Edredo ebbe a pensare della questione o quanta simpatia egli provasse per il figlioccio del fratello può unicamente essere supposto, ma pare che perlomeno tollerò la presenza di Olaf. In ogni caso, Olaf venne spodestato una seconda volta dagli abitanti della Northumbria, questa volta in favore di Eric figlio di Harald, come riferito dal MS E della Cronaca. L'altro giocatore di questa partita era Erik I Haraldsson, precedentemente Re di Norvegia dal 930 al 934. Dopo varie operazioni coronate dal successo altrove, raggiunse la Northumbria e pare si sia proclamato re.
Re Edredo rispose duramente ai disertori del Nord, lanciando una micidiale incursione in Northumbria, che incluse il rogo del monastero di Ripon fondato da Vilfrido di York. Nonostante le sue forze affrontassero gravi perdite nella battaglia di Castleford (una volta rientrato a casa), Edredo riuscì a controllare il suo avversario promettendo ai suoi sostenitori devastazioni anche maggiori qualora non avessero disertato il principe straniero.
Gli abitanti della Northumbria placarono il re inglese e pagarono risarcimenti.
L'Historia Regum suggerisce che la minaccia di un re indipendente della Northumbria terminò attorno al 952, quando finalmente i conti si sottomisero definitivamente.

## Condizioni di salute e morte
Fino al termine della sua vita Edredo soffrì di una malattia digestiva che si rivelò in ultimo fatale. "Author B", biografo precedentemente apprendista di Dunstano di Canterbury, descrisse con vivida memoria come il re succhiò fuori i succhi dal suo cibo, masticò quello che ne restava e lo sputò fuori. Edredo morì all'età di 32 anni il 23 novembre 955 a Frome (Somerset) e fu seppellito nella cattedrale di Winchester. Morì senza eredi, venendo succeduto da suo nipote Edwing d'Inghilterra, figlio di Edmondo.

## Ascendenza
|                    |   |                 | Genitori       |  |  | Nonni |  |  | Bisnonni             |  |  | Trisnonni          |  |
|                    |   |                 |                |  |  |       |  |  | Etelvulfo del Wessex |  |  | Egberto del Wessex |  |
|                    |   |                 |                |  |  |       |  |  | Etelvulfo del Wessex |  |  | Egberto del Wessex |  |
|                    |   | …               |                |  |  |       |  |  | Etelvulfo del Wessex |  |  |                    |  |
| Alfredo il Grande  |   |                 |                |  |  |       |  |  | Etelvulfo del Wessex |  |  |                    |  |
|                    |   | Osburga         | Oslac di Wight |  |  |       |  |  |                      |  |  |                    |  |
|                    |   | Osburga         | Oslac di Wight |  |  |       |  |  |                      |  |  |                    |  |
|                    |   | Osburga         | …              |  |  |       |  |  |                      |  |  |                    |  |
| Edoardo il Vecchio |   | Osburga         |                |  |  |       |  |  |                      |  |  |                    |  |
|                    |   | Aethelred Mucil | …              |  |  |       |  |  |                      |  |  |                    |  |
|                    |   | Aethelred Mucil | …              |  |  |       |  |  |                      |  |  |                    |  |
|                    |   | Aethelred Mucil | …              |  |  |       |  |  |                      |  |  |                    |  |
| Ealhswith          |   | Aethelred Mucil |                |  |  |       |  |  |                      |  |  |                    |  |
|                    |   | Eadburh         | …              |  |  |       |  |  |                      |  |  |                    |  |
|                    |   | Eadburh         | …              |  |  |       |  |  |                      |  |  |                    |  |
|                    |   | Eadburh         | …              |  |  |       |  |  |                      |  |  |                    |  |
| Edredo del Wessex  |   | Eadburh         |                |  |  |       |  |  |                      |  |  |                    |  |
|                    | … | …               |                |  |  |       |  |  |                      |  |  |                    |  |
|                    | … | …               |                |  |  |       |  |  |                      |  |  |                    |  |
|                    | … | …               |                |  |  |       |  |  |                      |  |  |                    |  |
| Sigehelm del Kent  | … |                 |                |  |  |       |  |  |                      |  |  |                    |  |
|                    |   | …               | …              |  |  |       |  |  |                      |  |  |                    |  |
|                    |   | …               | …              |  |  |       |  |  |                      |  |  |                    |  |
|                    |   | …               | …              |  |  |       |  |  |                      |  |  |                    |  |
| Edgiva di Kent     |   | …               |                |  |  |       |  |  |                      |  |  |                    |  |
|                    |   | …               | …              |  |  |       |  |  |                      |  |  |                    |  |
|                    |   | …               | …              |  |  |       |  |  |                      |  |  |                    |  |
|                    |   | …               | …              |  |  |       |  |  |                      |  |  |                    |  |
| …                  |   | …               |                |  |  |       |  |  |                      |  |  |                    |  |
|                    |   | …               | …              |  |  |       |  |  |                      |  |  |                    |  |
|                    |   | …               | …              |  |  |       |  |  |                      |  |  |                    |  |
|                    |   | …               | …              |  |  |       |  |  |                      |  |  |                    |  |
|                    |   | …               |                |  |  |       |  |  |                      |  |  |                    |  |